# American Idol
American Idol är ett amerikanskt tävlingsprogram som har sänts på TV sedan 2002 med målet att finna den bästa sångaren i landet. Det skedde genom riksomfattande uttagningar och tittarnas telefonomröstningar. Showen tillhör franchiseformatet Idol som skapades av Simon Fuller och var en avknoppning från det brittiska programmet Pop Idol, som sändes i Storbritannien år 2001–2003. Sedan American Idols premiär på tv-nätverket Fox 11 juni 2002 var programmet ett av de mest populära i amerikansk televisionshistoria. Bara två andra program har varit etta under fem påföljande säsonger på tittarmätningen Nielsen ratings; The Cosby Show och All in the Family. American Idol sändes världen över, också i lokala format som svenska Idol på TV4. När säsong nio i USA avslutades 26 maj 2010 röstade fler än 500 miljoner tittare i finalen. Sångaren Phillip Phillips blev 2011 års American Idol. Tidigare vinnare är Kelly Clarkson, Ruben Studdard, Fantasia Barrino, Carrie Underwood, Taylor Hicks, Jordin Sparks, David Cook, Kris Allen, Lee DeWyze och Scotty McCreery. Alla är idag framgångsrika artister.
Programmets deltagare skulle vara mellan 16 och 28 år och fick vid det första uttagningstillfället inte vara kontraktsmässigt bundna till något skivbolag. Vid en provsjungning (audition) fick aspiranterna kort framföra en sång som de själva valt. De bedömdes av domare som också kritiserade uppträdandet. Randy Jackson, musiker, musikmanager och Grammy-vinnande producent medverkade som domare i alla säsonger. Pop-sångerskan och koreografen Paula Abdul som har vunnit både Grammys och Emmy Awards deltog som domare i åtta säsonger. När panelen utökades säsong åtta blev showens fjärde domare Kara DioGuardi, en Latin Grammy-nominerad sångare-låtskrivare och skivproducent. Talkshow-värdinnan och Emmy-vinnaren Ellen DeGeneres ersatte Paula Abdul under säsong nio. Till säsong tio ersatts Ellen DeGeneres av Jennifer Lopez. Mellan 2002 och 2010 var Simon Cowell domare men leder från 2011 den amerikanska versionen av The X Factor. Nya domare i säsong 12 var Mariah Carey, Nicky Minaj och Keith Urban. Programledare var Ryan Seacrest. Under den första säsongen medverkade också komikern Brian Dunkleman.

## Vinnare
Säsong 1 år 2002 Kelly Clarkson, säsong 2 år 2003 Ruben Studdard, säsong 3 år 2004 Fantasia Barrino, säsong 4 år 2005 Carrie Underwood, säsong 5 år 2006 Taylor Hicks, säsong 6 år 2007 Jordin Sparks, säsong 7 år 2008 David Cook, säsong 8 år 2009 Kris Allen, säsong 9 år 2010 Lee DeWyze, säsong 10 år 2011 Scotty McCreery, säsong 11 år 2012 Phillip Phillips.

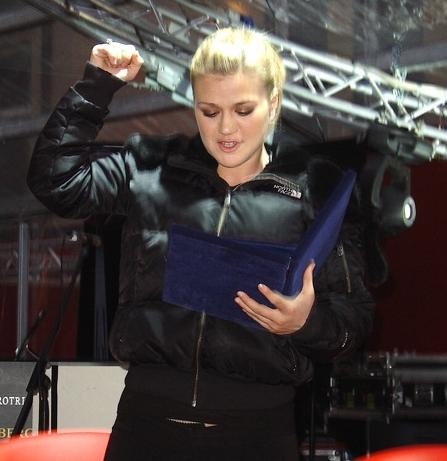
Kelly Clarkson 1-2002
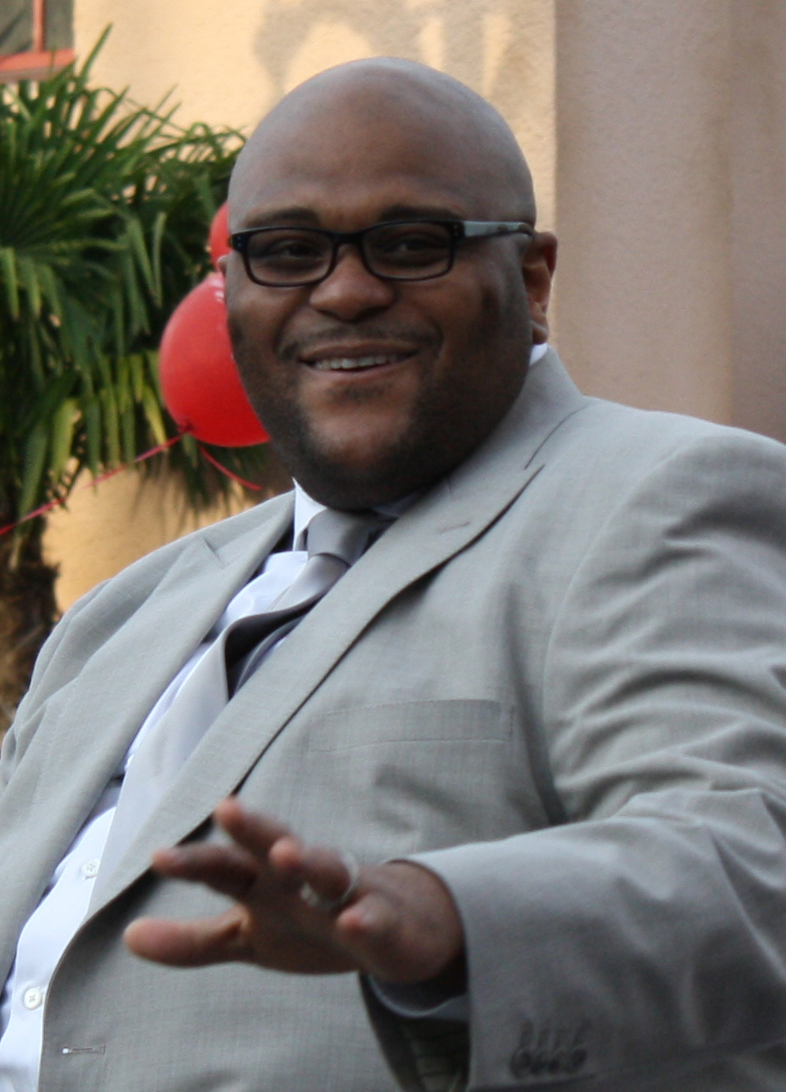
Ruben Studdard 2-2003
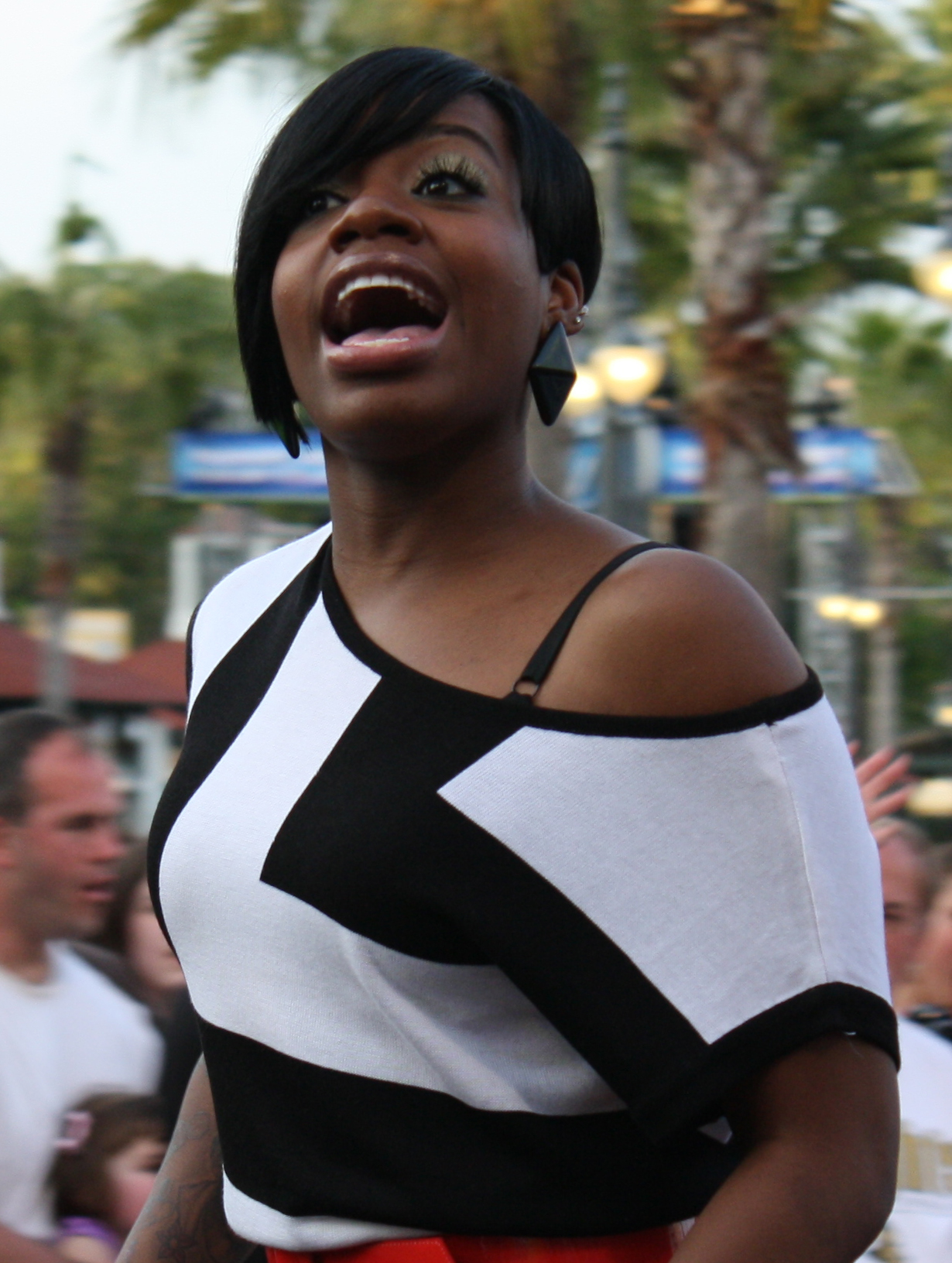
Fantasia Barrino 3-2004
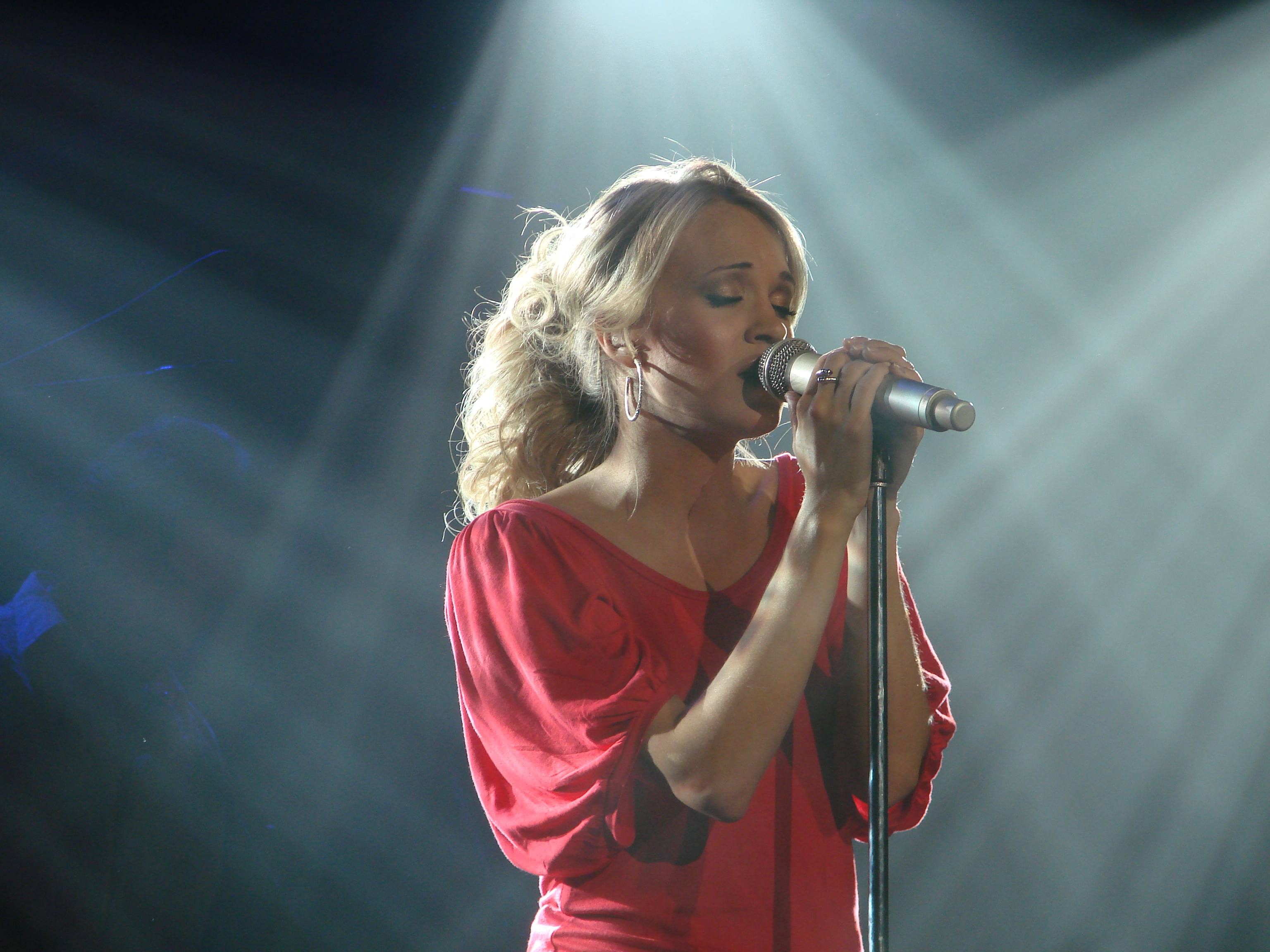
Carrie Underwood 4-2005
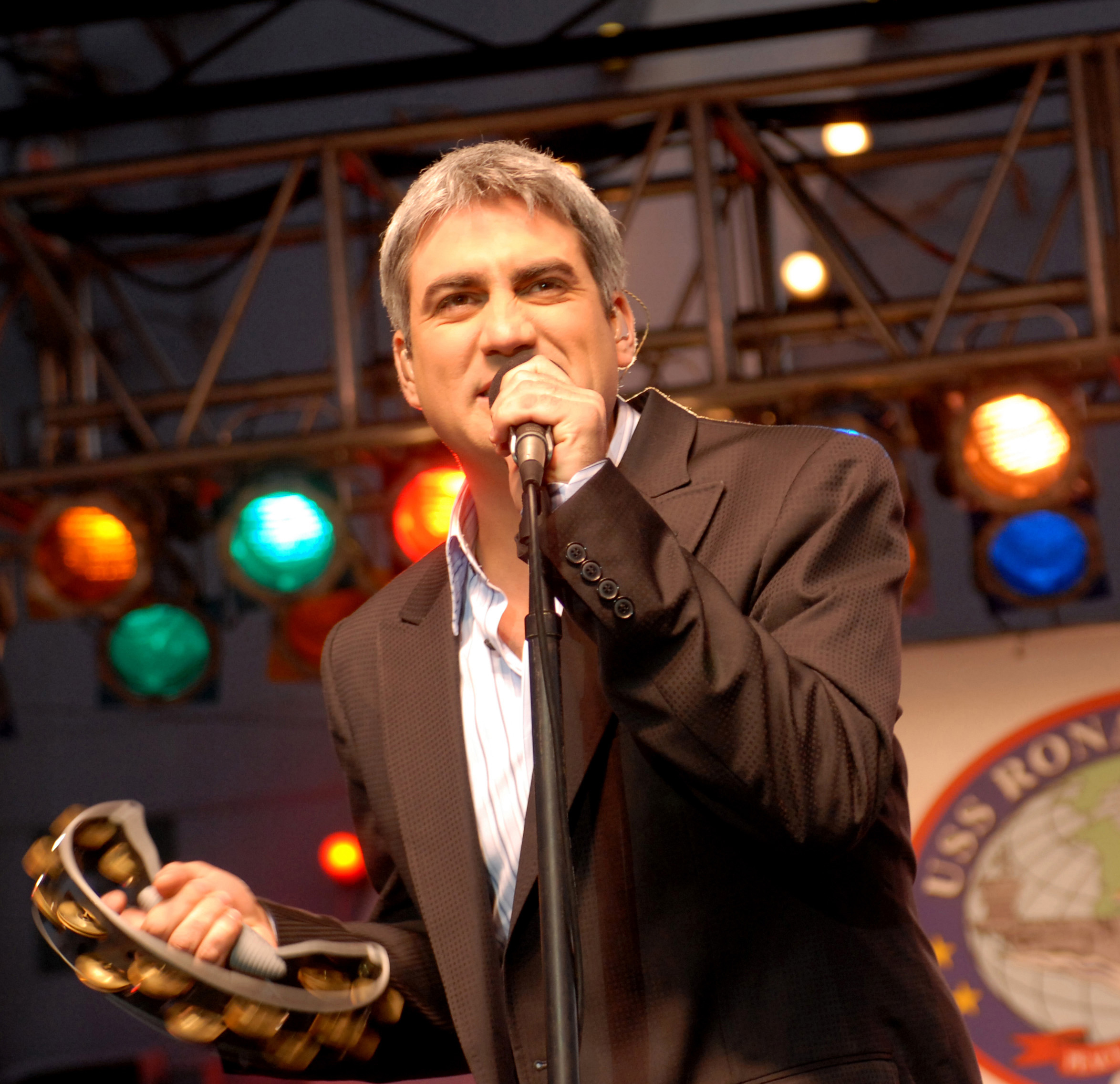
Taylor Hicks 5-2006
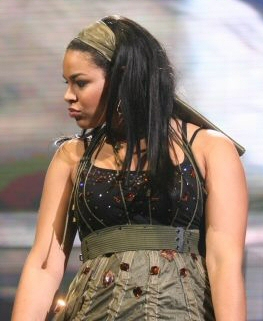
Jordin Sparks 6-2007
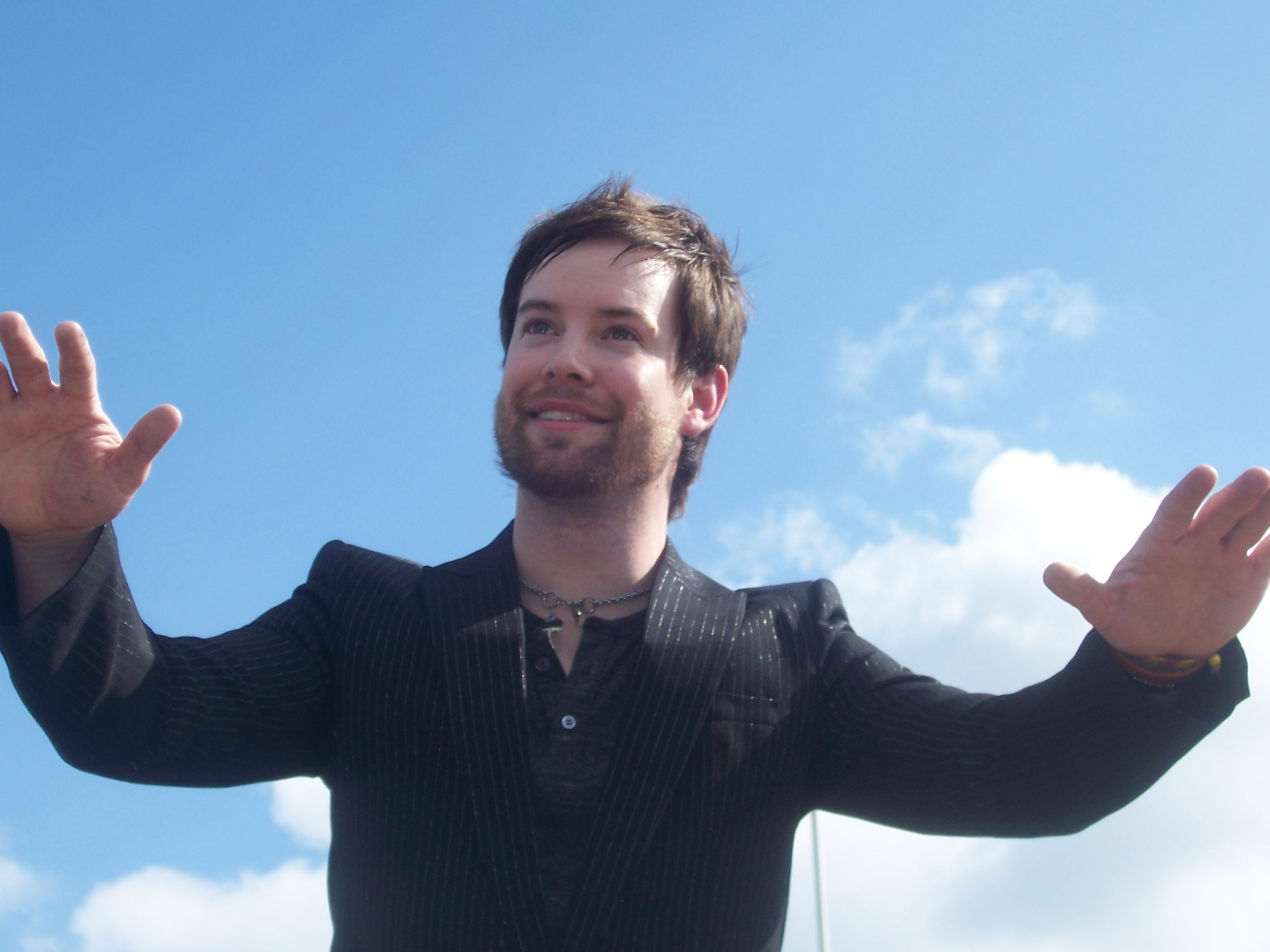
David Cook 7-2008
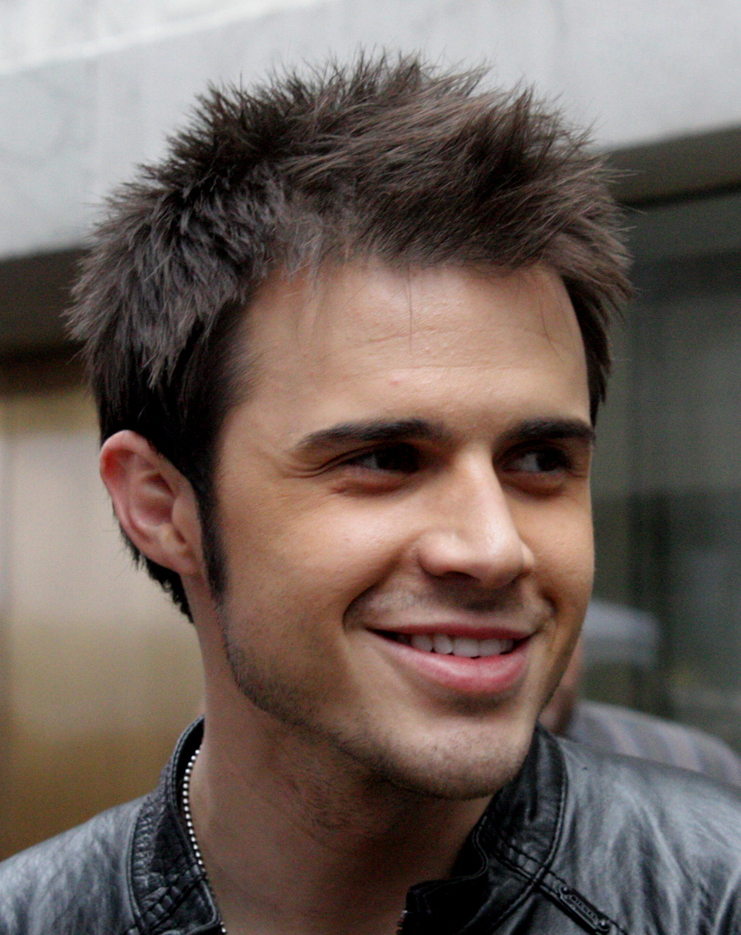
Kris Allen 8-2009
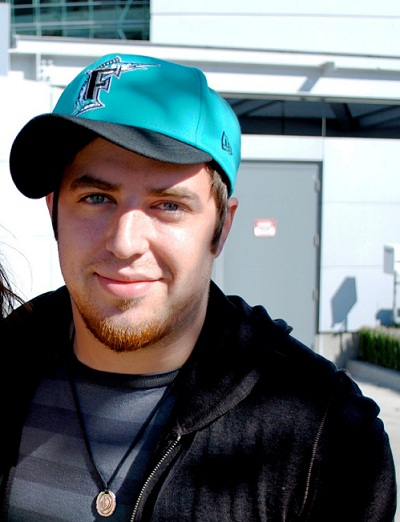
Lee DeWyze 9-2010
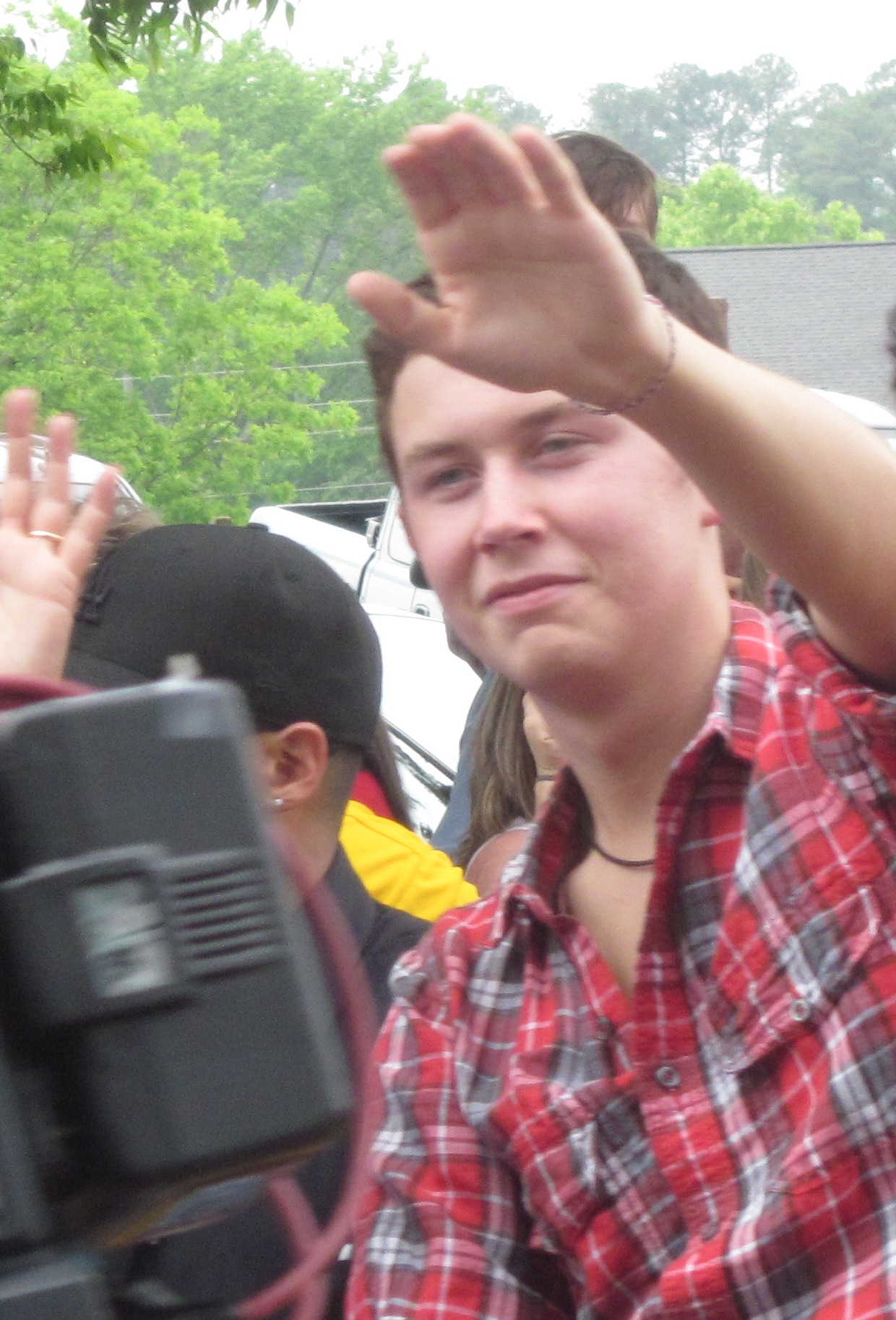
Scotty McCreery 10-2011
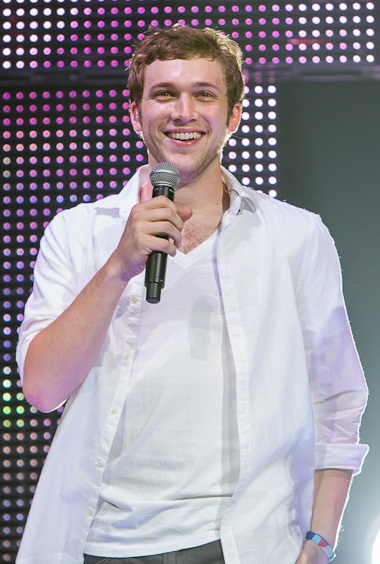
Phillip Phillips 11-2012

2002 och 2005 års finallåtar, som framfördes av finalisterna, är skrivna av svenskar; A Moment Like This skriven av Jörgen Elofsson och John Reid samt Inside Your Heaven av Andreas Carlsson, Pelle Nylén och Savan Kotecha.

## Uttagningar

### Inledande scenprov
I de första säsongerna provsjöng tävlingsdeltagarna i grupper om fyra för en eller två av programmets producenter. De som klarade sig fick uppträda en gång till inför andra producenter. Av de tusentals personer som prövades gick bara 100-200 vidare till tävlingens nästa steg. I senare säsonger har tävlingsdeltagarna provsjungit direkt för American Idols tre (eller fyra) domare. Bara 10-40 personer i varje stad skickas vidare till nästa uttagningsfas i Hollywood. Alla scenprov sänds inte på tv på grund av tidsbrist då tusentals deltagare vill sjunga inför domarna. Programmet besöker tio städer i USA inför varje säsong och på varje plats ägnas två dagar till scenproven. Domarna besöker aldrig samma stad tre påföljande säsonger.

### Hollywood
I Hollywood uppträder deltagarna på olika dagar och avlägsnas från tävlingen av domarna. Under de första sex säsongerna valde de tävlande en sång från den lista som de sjöng i den första omgången. I nästa runda delade deltagarna upp sig i små grupper och uppträdde tillsammans. I den sista omgången valde var och en sin egen sång och provsjöng själva a cappella. I den sjunde säsongen togs gruppuppträdandet bort och deltagarna sjöng själva den första dagen. Om domarna godkände scenprovet gick deltagaren direkt vidare till finalrundan i Hollywood; om inte fick deltagaren försöka en gång till. För första gången tilläts deltagarna. spela ett musikinstrument. Gruppshowen har återkommit som ett delmoment under de senaste säsongerna.

### Semifinaler

#### Säsong 1–3
I de första tre säsongerna indelades deltagarna slumpmässigt i grupper. Uttagningarna ägde rum under tre olika kvällar då deltagarna tävlade mot andra i sin egen grupp. I säsong ett var det tre grupper och de tre bästa tävlande i varje grupp gick vidare till finalerna. I säsong tre och fyra användes fyra grupper med åtta deltagare i varje där de två bästa fick fortsätta till finalerna. De tre första säsongerna hade en joker så att tävlande som inte fick en plats till finalerna fick en andra chans. I den första säsongen valdes en joker av domarna. I de två påföljande säsongerna valde varje domare en deltagare och allmänheten fick utse en fjärde. I säsong två valde domarna ut ett antal tävlande som fick tävla igen. I säsong tre eliminerade domarna fyra tävlande från jokerrundan innan de fick chansen att sjunga. 

#### Säsong 4–7, 9
Från säsong fyra till sju fick 24 deltagare tävla i semifinalerna i två grupper baserat på kön för att garantera att fördelningen var jämlik när tolv deltagare fanns kvar i tävlingen. Män och kvinnor sjöng två kvällar i följd och de två sämsta i varje grupp slogs ut varje vecka tills bara tolv finalister kvarstod. Deltagare fick använda muikinstrument tillsammans med sången under säsong sju och nio.

#### Säsong 8
Trettiosex semifinalister tävlade i säsong åtta, tolv åt gången under tre påföljande veckor. Tre deltagare tog sig framåt: den bäst placerade mannen respektive kvinnan och den bäst placerade sångaren av de kvarstående tio, oavsett kön. Jokerrundan återvände och domarna förde fram tre tidigare utslagna tävlande till finalerna. Detta år utsåg de fyra jokrar istället för tre, finalantalet blev därför 13 istället för tolv.

### Finaler

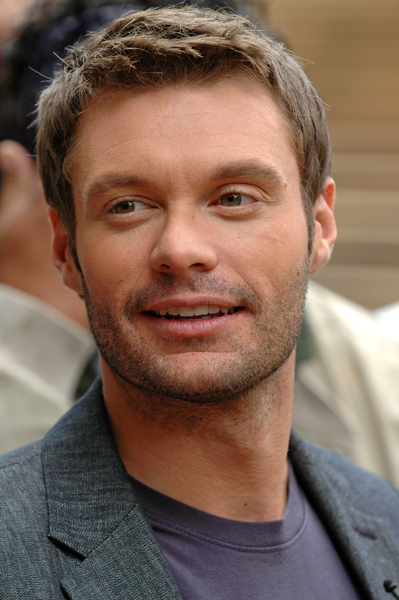
American Idols programledare Ryan Seacrest.

Finalerna sändes direkt från en studio i Los Angeles med publik. De pågick under åtta veckor den första säsongen och därefter under elva veckor. Finalisterna sjöng sånger som de själva hade valt eller sånger som ingick i veckans tema. Varje deltagare sjöng en sång. När fem och fyra deltagare återstod sjöng dessa två sånger vardera. När finalisterna var tre sjöng de tre sånger var; en självvald, en vald av showens exekutiva producent; en sång vald av en domare. Veckoteman baserades på musikgenre, sånger som spelats in av en särskild artist eller mer allmänna kriterier som ettor på Billboardlistan. Några teman var Motown, disco och storbandsmusik, liksom låtar av Michael Jackson, The Beatles, Queen, Billy Joel, Bee Gees, Gloria Estefan, Elton John, Mariah Carey, Andrew Lloyd Webber, Dolly Parton och Elvis Presley. En känd artist agerade vanligtvis varje vecka som tävlingsdeltagarnas mentor.
Kvällen efter ett avsnitt med uppträdanden presenterades resultaten av tv-tittarnas telefonröster. Förutom vid några tillfällen redovisades inte vilka finalister som var mest populära. Tre tävlande (två i senare omgångar) som fått lägst antal röster kallades vanligtvis till mitten på scenen. Programledaren berättade därefter vem av dessa som var säker och gick vidare till nästa final. Två deltagare stod kvar (men inte nödvändigtvis de två med lägst antal röster) Till sist eliminerades från tävlingen den finalist som fått lägst antal röster. Under säsong åtta och nio hade domarna möjlighet att rädda en deltagare om de tyckte att publikrösterna hade slagit fel. Finalisten fick då sjunga sin sång igen. Var domarna enhälliga fick denna gå vidare till nästa veckofinal, men då måste två deltagare slås ut. Möjligheten fick bara utnyttjas av domarna innan de fem sista deltagarna var kvar ("Topp 5") och bara vid ett tillfälle per säsong.
I finalen sjöng de två sista deltagarna tre sånger var; en som de själva valde från sina tidigare uppträdanden i finalerna; en som valdes av en av domarna och slutligen den låt som vinnaren skulle spela in på skiva om denne vann tävlingen. Från och med säsong sju hölls finalen i Nokia Teatern i Los Angeles som rymmer 7 000 personer. Vinnaren presenterades i resultatprogrammet kvällen efter. Priset var en miljon amerikanska dollar i form av ett skivkontrakt med ett etablerat skivbolag, varav 10 till 20 procent betalades i förskott. Kontraktet hanterades av American Idols dotterbolag 19 Management som hade förstavalsrätten att kontraktera alla deltagare. Även andra finalister har antagits och gett ut skivor, som i några fall har blivit mycket framgångsrika.

## Domare och programledare

### Domare

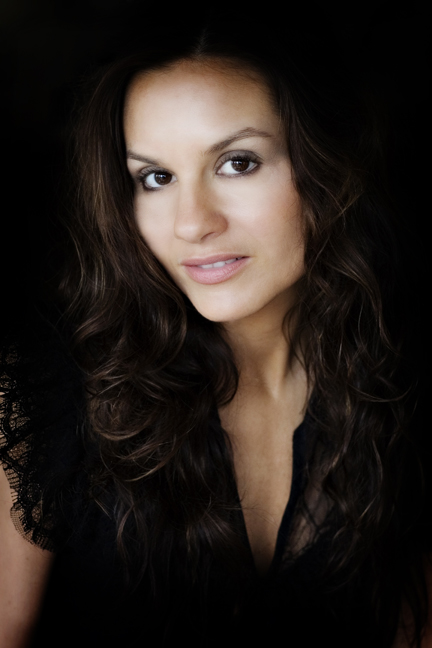
Kara DioGuardi
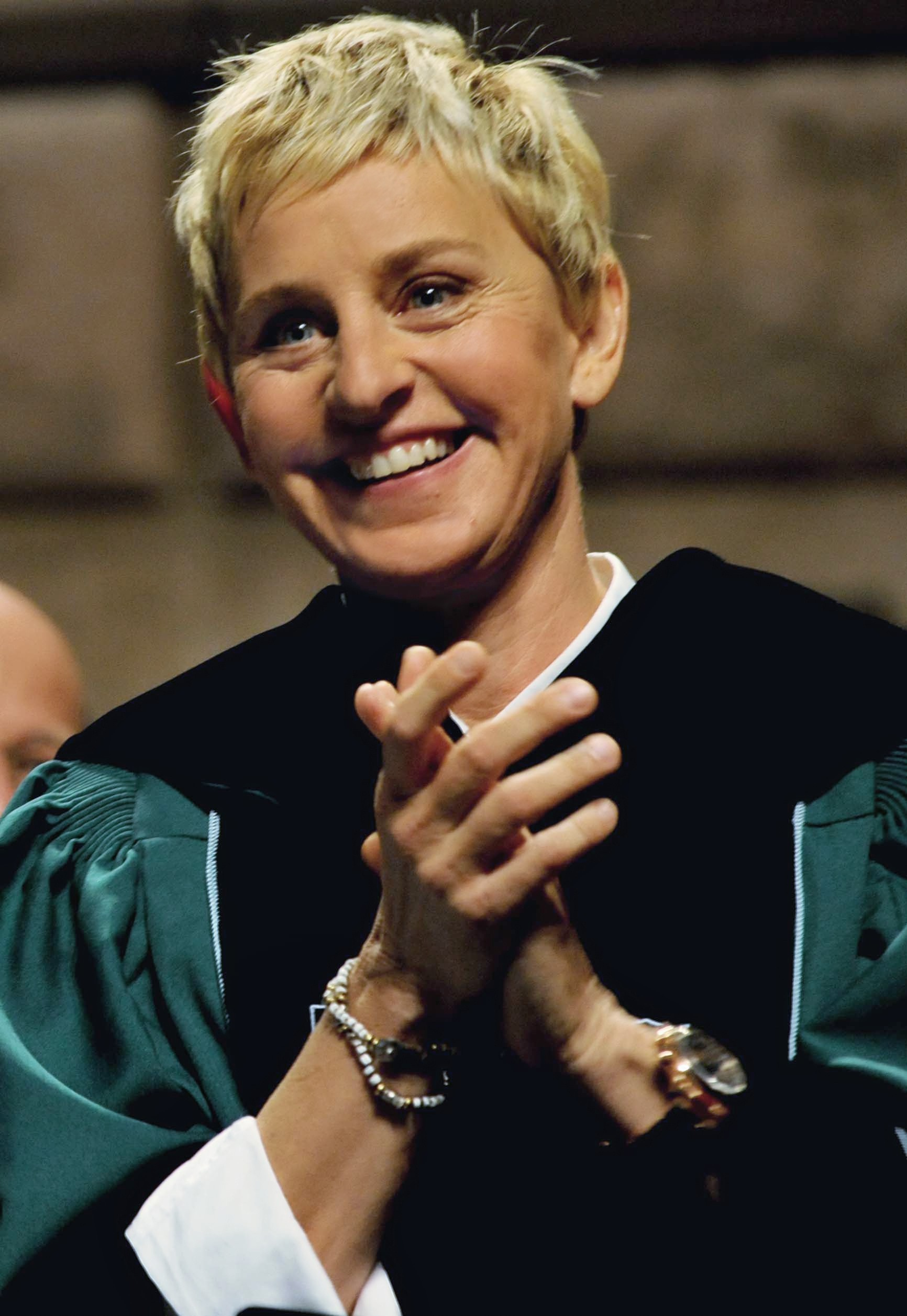
Ellen DeGeneres
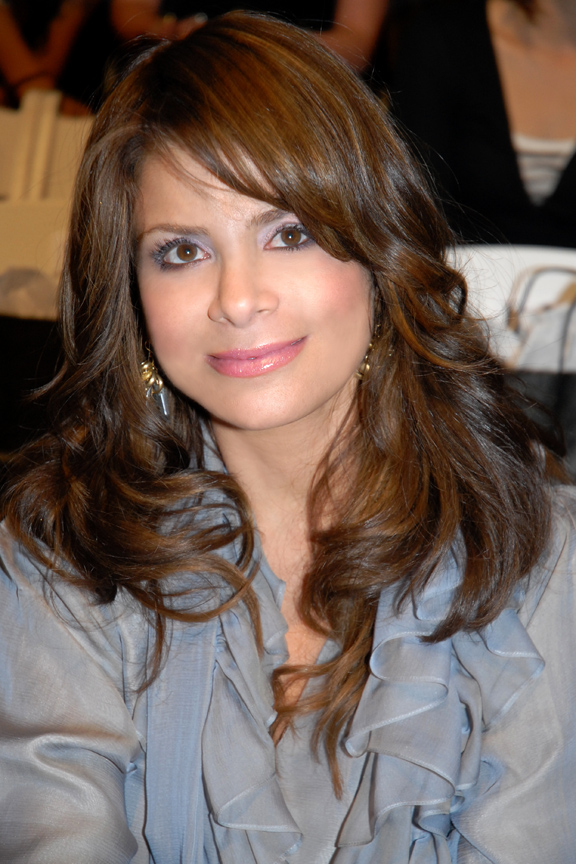
Paula Abdul
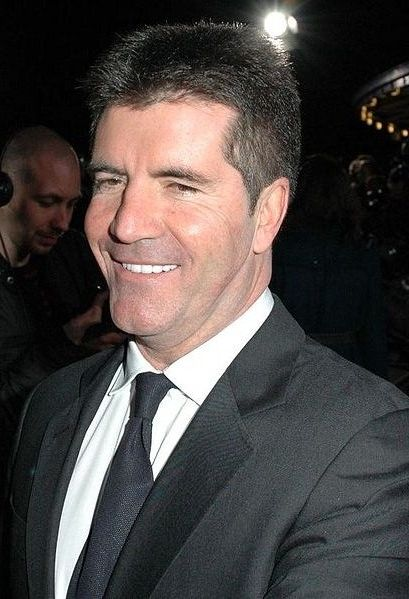
Simon Cowell
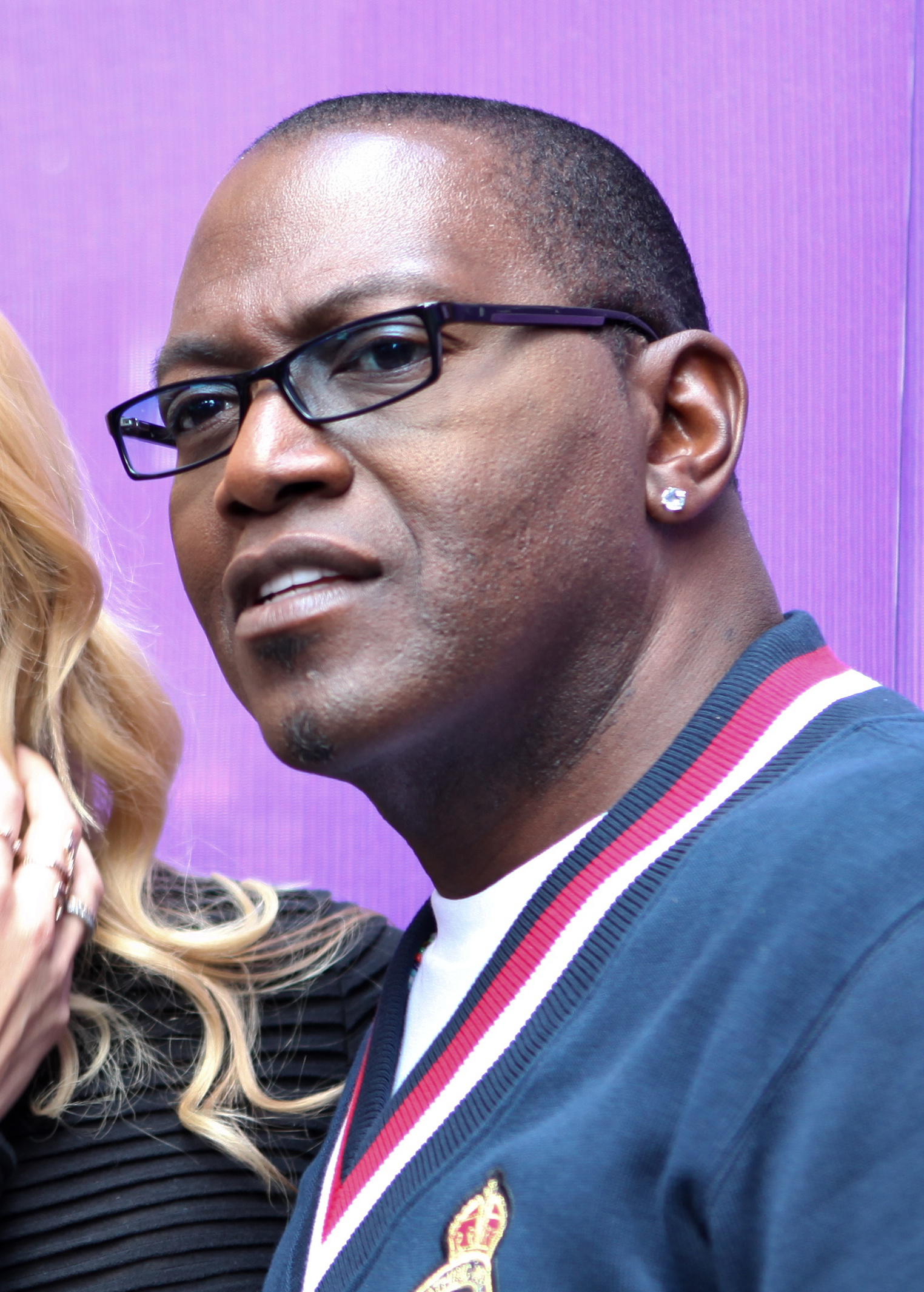
Randy Jackson
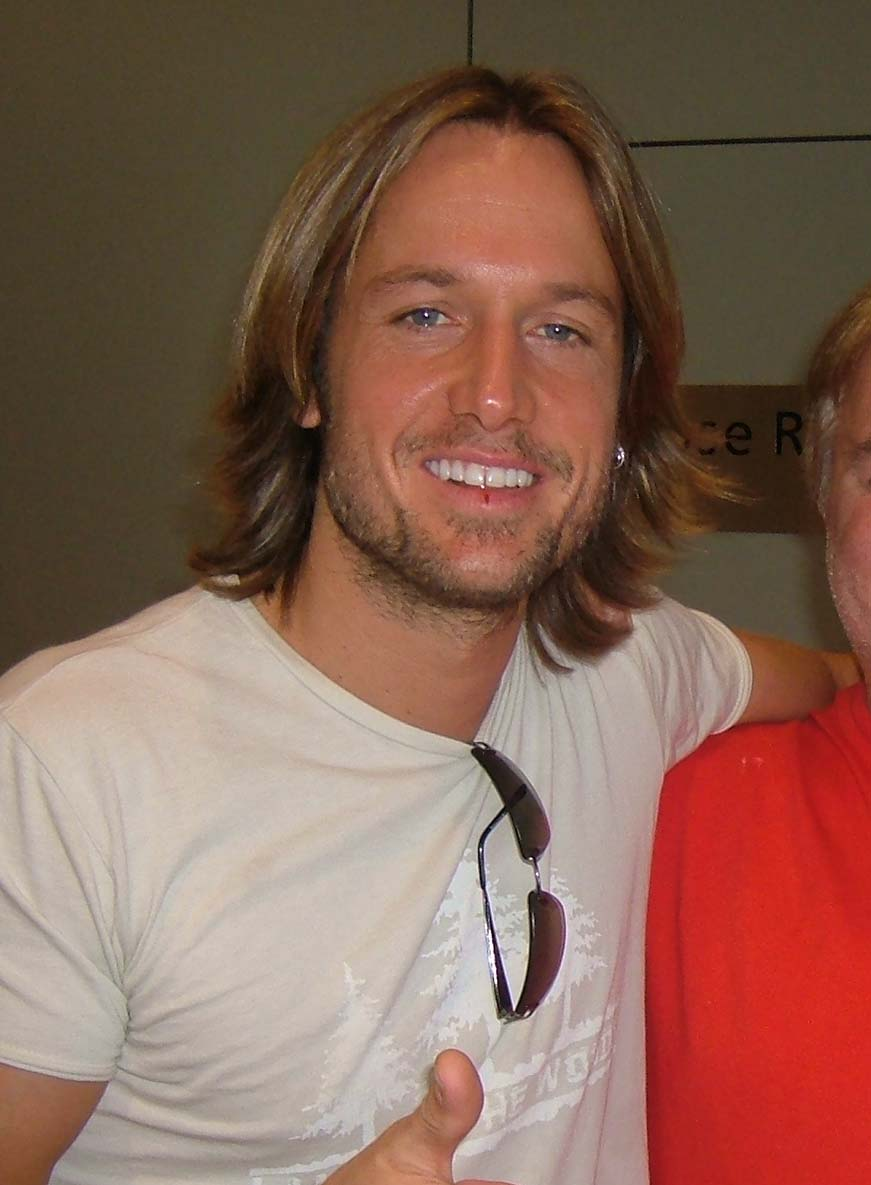
Keith Urban
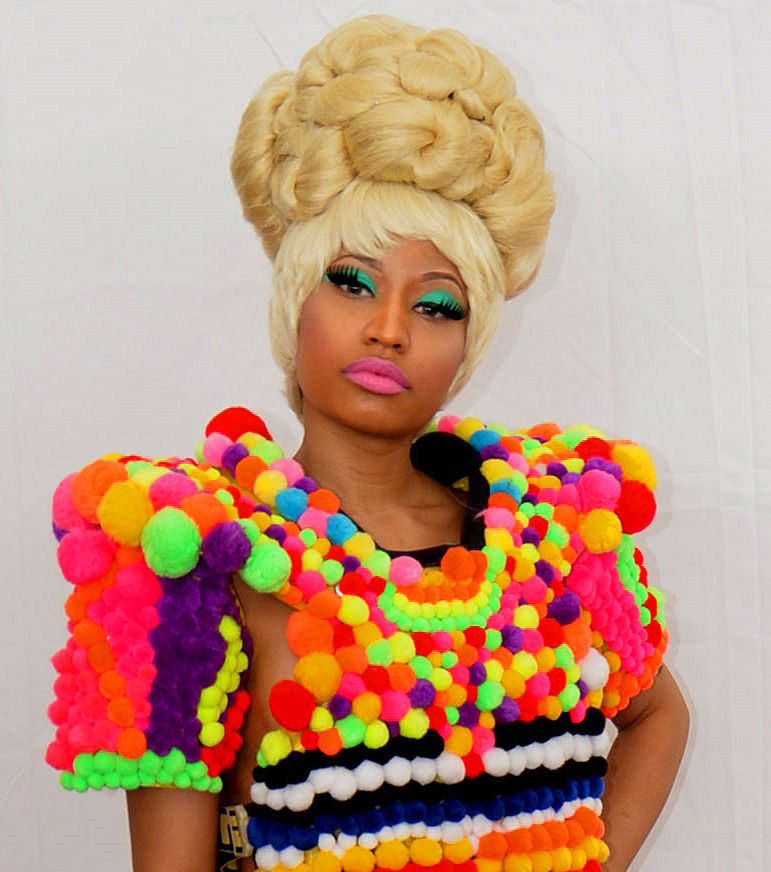
Nicki Minaj
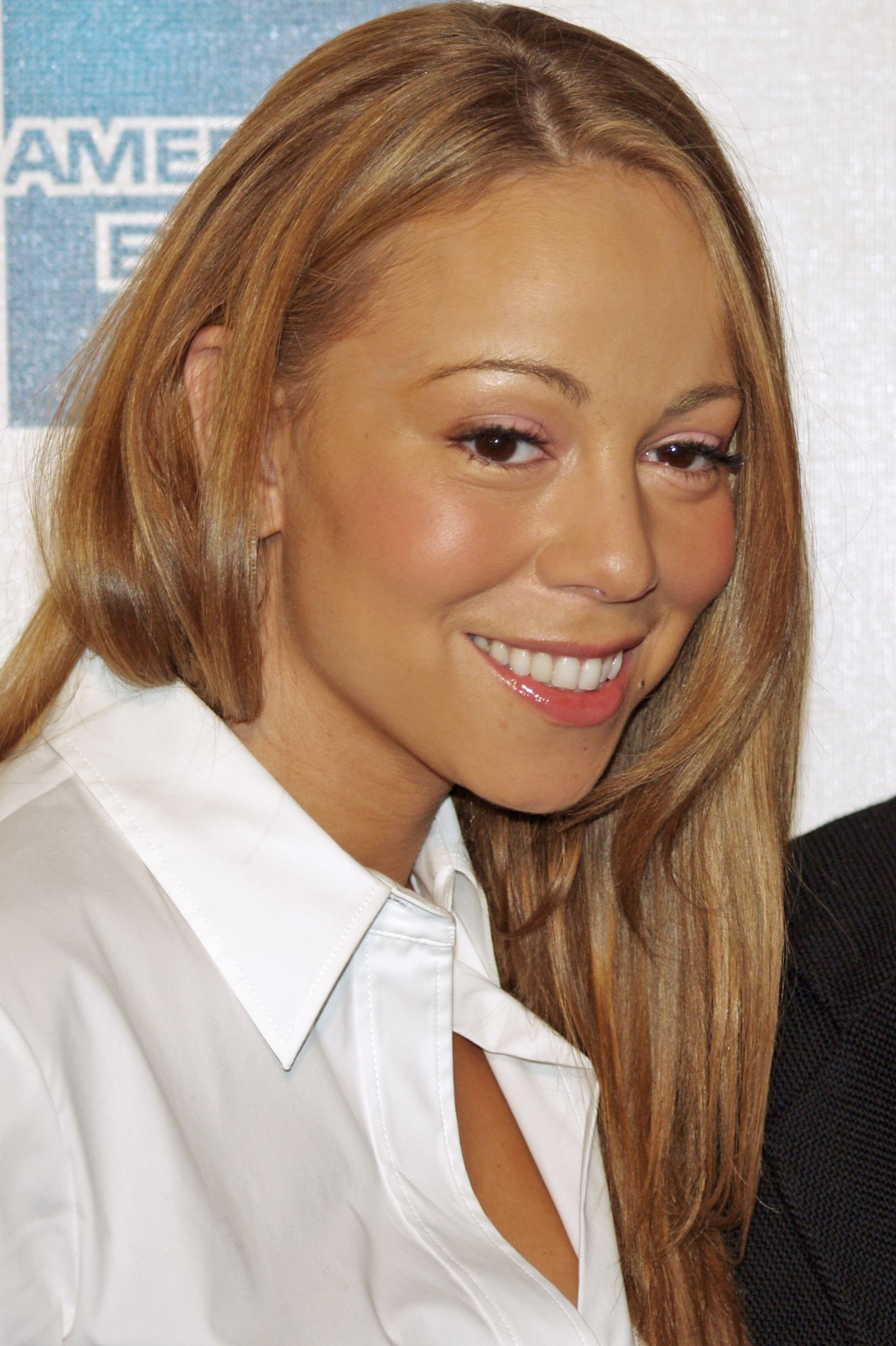
Mariah Carey

#### Nuvarande
- Jennifer Lopez (2011—2012, 2014—framåt)
- Keith Urban (2013—framåt)
- Harry Connick Jr. (2014—framåt)

#### Tidigare
- Paula Abdul (2002—2009)
- Simon Cowell (2002—2010)
- Ellen DeGeneres (2010)
- Steven Tyler (2010—2011)
- Nicki Minaj (2013)
- Mariah Carey (2013)
- Randy Jackson (2002—2013)

### Programledare
- Ryan Seacrest (2002—framåt)
- Brian Dunkleman (medvärd, 2002)

## Säsonger
Flera tv-nätverk, inklusive Fox, tackade först nej till American Idol. Rupert Murdoch som leder Foxs moderbolag Fox övertalades dock att köpa showen av sin dotter Elisabeth Murdoch som uppskattade den brittiska versionen. Programmet växte till ett fenomen när ryktet spriddes om deltagarnas dragningskraft och domaren Simon Cowells vassa tunga. 

### Säsong 1
| American Idol-finalister Säsong 1 | Placering   |
| --------------------------------- | ----------- |
| Kelly Clarkson                    | Vinnare     |
| Justin Guarini                    | 4 september |
| Nikki McKibbin                    | 28 augusti  |
| Tamyra Gray                       | 21 augusti  |
| RJ Helton                         | 14 augusti  |
| Christina Christian               | 7 augusti   |
| Ryan Starr                        | 31 juli     |
| A.J. Gil                          | 24 juli     |
| Jim Verraros                      | 17 juli     |
| EJay Day                          | 17 juli     |

Den då okända och inte alls omtalade showen debuterade på Fox i juni 2002. Programledare var Ryan Seacrest, hjälpt av Brian Dunkleman. Säsongen pågick i 13 veckor, till september. Uppskattningsvis 22,7 miljoner såg finalen. I september 2006 ompaketerades säsong ett till programmet "American Idol Rewind" och syndikerades till tv-stationer i USA.
Vinnaren Kelly Clarkson kontrakterades av RCA Records som är skivbolaget som samarbetar med American Idols dotterbolag "19 Management". Direkt efter finalen gav Kelly Clarkson ut två singlar, inklusive vinnar sången "A Moment Like This". Sedan dess har hon släppt fyra album som har varit framgångsrika och tillsammans har sålt över 23 miljoner exemplar världen över. Kelly Clarksson har vunnit en Grammy och haft två album och två singlar på Billboardlistan Hot 100. Billboard har kallat henne "den mest framgångsrika American Idol i alla tider". Justin Guarini som vann säsongens andraplats kontrakterades också av RCA och debuterade med ett skivalbum år 2003 när säsong två av programmet avslutats. RCA sa upp samarbetet kort därefter. Justin Guarini har grundat ett eget nöjesföretag, producerat ett jazz album år 2005 och är värd och kommentator för bolaget TV Guide Network. Även Nikki McKibbin, Tamyra Gray, R.J. Helton, och Christina Christian fick skivkontrakt. Taymyra Grays kontrakt avslutades dock innan ett album gavs ut. Hon kontrakterades då av Simon Fullers nya skivbolag 19 Entertainment och gav ut sitt debutalbum 2004, men samarbetet avslutades redan året därpå. 
Simon Fuller producerade en film utifrån showens första säsong, kärleksmusikalen From Justin to Kelly, med Kelly Clarkson och Justin Guarini. Inspelningen tog plats i Miami, Florida under sex veckor kort efter säsongsavslutet. Filmen släpptes i juni 2003 men tjänade inte in sin budget.

### Säsong 2
| American Idol-finalister Säsong 2 | Placering       |
| --------------------------------- | --------------- |
| Ruben Studdard                    | Vinnare         |
| Clay Aiken                        | 21 maj          |
| Kimberley Locke                   | 14 maj          |
| Joshua Gracin                     | 7 maj           |
| Trenyce                           | 30 april        |
| Carmen Rasmusen                   | 23 april        |
| Kimberly Caldwell                 | 16 april        |
| Rickey Smith                      | 9 april         |
| Corey Clark                       | Diskvalificerad |
| Julia DeMato                      | 26 mars         |
| Charles Grigsby                   | 19 mars         |
| Vanessa Olivarez                  | 12 mars         |

Säsong två fick bättre sändningstider och flyttades från sommaren till vintern, med början i januari 2003. Antalet episoder ökade, liksom showens budget och reklampriserna. 24 miljoner röster togs emot och Ruben Studdard vann tävlingen, 134 000 röster före 
Clay Aiken. Resultatet ledde till diskussioner om huruvida telefonsystemet varit överbelastat och att över 150 000 röster inte registrerades. Sedan dess har röstningssystemet modifierats för att undvika problem.
Clay Aiken blev den första finalisten som inte vann som nådde en plats på Billboardlistan Hot 100, med låten "This Is the Night" skriven av Chris Braide, Aldo Nova och Gary Burr. Det var den största USA-singeln år 2003, över en miljon exemplar såldes och skivan nådde platinastatus sex gånger i Kanada. Det är den mest framgångsrika singeln från American Idol hittills. Även Ruben Studdard, Kimberley Locke, Josh Gracin och Carmen Rasmusen kontrakterades av olika skivbolag. 
En kontrovers uppstod när tävlingsdeltagaren Frenchie Davis diskvalificerades efter att en bild av henne topless spreds på Internet. Kort därefter fick hon en roll i Broadway-musikalen Rent och har sedan dess medverkat i andra föreställningar. Efter tävlingen stämde Ruben Studdard företaget 205 Flava Inc. på $2 miljoner för att de använde hans bild i marknadsföringssyften. Flava hävdade att Ruben hade accepterat mer än $10 000 för att klä sig i företagets t-shirts och visade upp åtta inlösta checkar för att styrka sitt fall. Tvisten löstes utanför domstol. Deltagaren Corey Clark diskvalificerades för att han inte hade uppgivit att han fanns i polisens straffregister. Senare, år 2005, påstod han att domaren Paula Abdul hade en affär med honom under tävlingen och att det bidrog till att han fick lämna showen. Han hävdade även att Paula Abdul på grund av affären behandlade honom förmånligt i tävlingen. Fox tillsatte en oberoende undersökning som inte kunde finna några bevis eller vittnen som styrkte något av Corey Clarks påståenden.

### Säsong 3
| American Idol-finalister Säsong 3 | Placering |
| --------------------------------- | --------- |
| Fantasia Barrino                  | Vinnare   |
| Diana DeGarmo                     | 26 maj    |
| Jasmine Trias                     | 19 maj    |
| LaToya London                     | 12 maj    |
| George Huff                       | 5 maj     |
| John Stevens                      | 28 april  |
| Jennifer Hudson                   | 21 april  |
| Jon Peter Lewis                   | 14 april  |
| Camile Velasco                    | 7 april   |
| Amy Adams                         | 31 mars   |
| Matthew Rogers                    | 24 mars   |
| Leah LaBelle                      | 17 mars   |

Säsong tre började sändas i 19 januari 2004. Nätverkets ekonomiska vinst vid säsongsslutet översteg $260 miljoner. Fantasia Barrino vann tävlingen och Diana DeGarmo kom på andra plats. Säsongen sändes också i Australien Network Ten en halv vecka efter episoderna sändes i USA. Mätföretaget Telescope meddelade att omkring 360 miljoner röster mottagits under säsongen. 
I början av säsongen uppmärksammades William Hung, en student vid Kalifornien-universitetet UC Berkeley, för hans falska tolkning av Ricky Martin-låten She Bangs. Hans framförande och positiva attityd när han kritiserades av Simon Cowell ledde till ett kontrakt med Koch Entertainment med intäkter på $500 000 från försäljning av skivor.
På finalkvällen emottogs över 65 miljoner röster, fler än de två första säsongernas finaler tillsammans. Fantasia vann. Hon gav ut sin första single i juni 2004, på skivbolaget RCA. Låten nådde förstaplatsen på Billboards Hot 100. Fantasia är den första artisten i Billboards historia som debuterar på förstaplatsen med sin första single. Hon låg kvar på förstaplatsen en vecka. Singeln har fått dubbla platina och tre utmärkelser av Billboard. RCA kontrakterade även DeGarmo vars debutsingel "Dreams" debuterade som nummer två i försäljningsantal och på förstaplatsen på Billboard Hot 100. Hennes första album "Blue Skies" sålde inte så bra och hon bad senare att bli släppt från kontrakten. Sedan dess har hon spelat olika roller på Broadway. 
Fler deltagare har gett ut skivor sedan säsongsavslutet: Jasmine Trias, LaToya London, George Huff, Jennifer Hudson och Camile Velasco. Jennifer Hudson spelade i filmen Dreamgirls och vann för den rollen en Oscar för bästa kvinnliga biroll. Hon har också skådespelat i filmerna "Sex and the City" och "The Secret Life of Bees."

### Säsong 4
| American Idol-finalister Säsong 4 | Placering |
| --------------------------------- | --------- |
| Carrie Underwood                  | Vinnare   |
| Bo Bice                           | 25 maj    |
| Vonzell Solomon                   | 18 maj    |
| Anthony Fedorov                   | 11 maj    |
| Scott Savol                       | 4 maj     |
| Constantine Maroulis              | 27 april  |
| Anwar Robinson                    | 20 april  |
| Nadia Turner                      | 13 april  |
| Nikko Smith                       | 6 april   |
| Jessica Sierra                    | 30 mars   |
| Mikalah Gordon                    | 23 mars   |
| Lindsey Cardinale                 | 16 mars   |

Säsong fyra börjades sända 18 januari 2005. Åldersgränsen höjdes till 28 för att variationen bland deltagarna skulle öka. Bland de som tjänade på den nya regeln finns Constantine Maroulis och Bo Bice som anses vara de äldsta och mest erfarna av säsongens tävlande. Programledaren Ryan Secrest och media kallade dem ofta "de två rockarna" eftersom deras långa hår och val av rocksånger skilde dem från showens konventionella mått. Säsongen genererade omkring 500 miljoner telefonröster. Den här säsongen introducerad också det nya systemet som innebär att 24 män och kvinnor tävlar separat tills tolv finalister kvarstår; detta i respons till säsong tre då topp 12 hade åtta kvinnor men bara fyra män.
Countrysångerskan Carrie Underwood vann. Hennes första single, "Inside Your Heaven", debuterade som nummer ett på Billboard Hot 100 14 juni 2005 och sålde 170 000 exemplar första veckan. Andraplatsaren Bo Bice gav veckan efter ut si version av samma sång, som debuterade på andra plats. Carry Underwoods första album, "Some Hearts" kom ut 15 november samma år och både debuterade och toppade som nummer två på Billboardlistan. Albumet fick sju platina och blev det högst certifierade albumet i American Idols historia. Carrie Underwood blev också den andra deltagaren som fick tre stora utmärkelser under en säsong:American Music Award, Billboard Music Award och Grammy Awards (2006–07). Kelly Clarkson lyckades med samma bedrift säsongen 2005-06. 
Finalisten Vonzell Solomon fick en roll i filmen  Still Green och spelade in en singlelåt på ett julalbum. Anthony Fedorov har medverkat i tv-shower som Fear Factor och har spelat in avsnitt för en MTV-show. Han uppträdde i en uppsättning av musikalen The Fantastics år 2007. Constantine Maroulis gav ut sitt första soloalbum år 2007 och spelar i Broadwaymusikalen Rock of Ages, en roll för vilken han nominerades till en Tony för bästa roll i en musikal.

### Säsong 5
| American Idol-finalister Säsong 5 | Placering |
| --------------------------------- | --------- |
| Taylor Hicks                      | Vinnare   |
| Katharine McPhee                  | 24 maj    |
| Elliott Yamin                     | 17 maj    |
| Chris Daughtry                    | 10 maj    |
| Paris Bennett                     | 3 maj     |
| Kellie Pickler                    | 26 april  |
| Ace Young                         | 19 april  |
| Bucky Covington                   | 12 april  |
| Mandisa                           | 5 april   |
| Lisa Tucker                       | 29 mars   |
| Kevin Covais                      | 22 mars   |
| Melissa McGhee                    | 15 mars   |

American Idols femte säsong inleddes 17 januari 2006 och var den första som sändes i högdefinitionsteve HDTV. Det är den högst rankande säsongen som sänts hittills. Scenproven ägde rum i Austin Texas, Boston Massachusetts, Chicago Illinois, Denver Colorado och San Francisco Kalifornien. På grund av Hurrikanen Katrina ställdes uttagningarna in i Memphis Tennessee. Istället inkluderades Greensboro North Carolina och Las Vegas Nevada. Finalen emottog 63,5 miljoner röstar och under hela säsongen 580 miljoner.
Taylor Hicks vann och var den fjärde deltagaren som aldrig hade hamnat i en veckoomröstnings tre lägsta, med risk att elimineras. Hans första single "Do I Make You Proud" debuterade på första plats och certfierades guld. Hans album Taylor Hicks, har sålt över 700 000 exemplar. Han var först kontrakterad av Arista Records men gav ut sitt andra album "The Distance" på sitt eget skivbolag "Modern Whomp Records". Taylor Hicks är den andra "Amerikanske Idolen" från Birmingham, Alabama efter Ruben Studdard. 
Säsongens kommesiella succé är fjärdeplatsvinnaren Chris Daughtry som nu är förstesångare i bandet Daughtry. Hans debutalbum har sålt över 5 miljoner exemplar. Albumet höll förstaplatsen på listorna i USA under två veckor. Katharine McPhee gav ut ett album som sålde 374 000 exemplar och hon har haft två hitlåtar på Billboard Topp 40. Kellie Picklers låt Small Town Girl nådde förstaplatsen på Billboardlistan Top Country Albums och certifierades guld. Elliott Yamins första album certifierades även det guld och knoppade av en platinasäljande single. Bucky Covingtons debutalbum nådde topp 20 och två topp 10 hits på Billboards Hot Country Singles lista. Mandisas album True Beauty nominerades för en Grammy i kategorin bästa pop-samtida gospel.

### Säsong 6
| American Idol-finalister Säsong 6 | Placering |
| --------------------------------- | --------- |
| Jordin Sparks                     | Vinnare   |
| Blake Lewis                       | 23 maj    |
| Melinda Doolittle                 | 16 maj    |
| LaKisha Jones                     | 9 maj     |
| Chris Richardson                  | 2 maj     |
| Phil Stacey                       | 2 maj     |
| Sanjaya Malakar                   | 18 april  |
| Haley Scarnato                    | 11 april  |
| Gina Glocksen                     | 4 april   |
| Chris Sligh                       | 28 mars   |
| Stephanie Edwards                 | 21 mars   |
| Brandon Rogers                    | 14 mars   |

Den sjätte säsongen började sändas 16 januari 2007 och sågs av 37,7 miljoner tittare till att börja med och i den sista halvtimmen 41 miljoner personer.
Jordin Sparks vann i finalen 23 maj som satte rekord i antal röster; 74 miljoner. Blake Lewis vann andraplaceringen. Tonåringen Sanjaya Malakar var säsongens mest polariserande och omtalade tävlingsdeltagare som vecka efter vecka lyckades överleva elimineringsprocessen. Bloggen Vote for the Worst (rösta på den värsta) och radio-personligheten Howard Stern uppmanade sina följare att rösta på Sanjaya, som dock röstades ut 18 april. Finalisterna i "Topp 6" uppträdde i den första Idol Gives Back galan, ett "telethon" projekt i välgörenhetssyfte som inbringade mer än $60 miljoner i donationer från företag och privatpersoner. När programledaren Ryan Seacrest skulle tillkännage att Jordin Spark blivit utröstad berättade han istället att eftersom det var en välgörenhetskväll behövde ingen finalist lämna tävlingen. Rösterna från den veckan lades ihop med rösterna nästa vecka, då två sångare i stället fick lämna tävlingen. Röstningstiden för de båda avsnitten förlängdes med två timmar (utöver de reguljära två timmarna) och det totala antalet röster kombinerade uppgick till 135 miljoner.
Säsongen introducerade en låtskrivartävling i vilken tittarna kunde välja "kröningssången" som de sista finalisterna skulle framföra på finalkvällen, och som vinnaren skulle sjunga i finalen. En urvalskommitté valde från tusentals bidrag och lämnade 20 finalister till en omröstning på Internet där tittarna kunde lyssna på bitar av låtar och gradera dessa. Vinnarsång blev balladen "This Is My Now" av Scott Krippayne och Jeff Peabody som spelades in av Jordin Sparks och som nådde plats 15 på Billboard Hot 100. Jordin Sparks första single utanför American Idol var sången Tattoo som platinum certifierades och listades på åttonde plats som bäst. Tillsammans med Chris Brown gav hon ut singlen No Air som nådde plats tre på Billboard Hot 100 och listades på förstaplats i andra länder. Jordin har haft flera hits sedan dess och är den enda finalisten i American Idol som haft sina första fem singlar på Topp 20 listan. Blake Lewis gav ut två singlar som inte nådde topp-100 listan. Han sålde som mest 300 000 skivor och avslutade samarbetet med skivbolaget Arista records. Phil Stacey blev kontrakterad av Lyric Street och släppte singeln "If You Didn't Love Me". Chris Sligh gav ut ett kristet album. Jordin Sparks blev den fjärde vinnaren som aldrig hamnade bland de två eller tre sämsta med risk för eliminering, tillsammans med från tidigare säsonger Kelly Clarkson, Carrie Underwood och Taylor Hicks samt Clay Aiken som samtliga fick tillräckligt antal röster varje vecka för att gå vidare.

### Säsong 7
| American Idol-finalister Säsong 7 | Placering |
| --------------------------------- | --------- |
| David Cook                        | Vinnare   |
| David Archuleta                   | 21 maj    |
| Syesha Mercado                    | 14 maj    |
| Jason Castro                      | 7 maj     |
| Brooke White                      | 30 april  |
| Carly Smithson                    | 23 april  |
| Kristy Lee Cook                   | 16 april  |
| Michael Johns                     | 10 april  |
| Ramiele Malubay                   | 2 april   |
| Chikezie                          | 26 mars   |
| Amanda Overmyer                   | 19 mars   |
| David Hernandez                   | 12 mars   |

Den sjunde säsongen inleddes 15 januari 2008 med en fyra timmar lång premiär på två dagar. David Cook vann tävlingen 7 maj. Han blev känd för sina rock-versioner av kända låtar, som han oftast arrangerade själv. Innan säsongsstarten sa programmets verkställande producent Nigel Lythgoe att den föregående säsongen fokuserade mer på gästmentorerna än tävlingsdeltagarna. Förändringar i den sjunde säsongen syftade till att bättre framhäva deltagarna genom att visa mer information om deras bakgrund och familjer. Från och med Hollywoodveckan fick de tävlande också ackomponera sin sång med musikinstrument. En ny showdesign och scen introducerades 11 mars tillsammans med ett nytt sändningsuseende. Säsongsfinalens två kvällar direktsändes från Nokia-teatern i Los Angeles 20-21 maj.Välgörenhetsgalan Idol Gives Back hölls 9 april och enligt uppgift genererade kvällen ett jämförbart belopp med året innan, 75 miljoner $. Flera semifinalister hade tidigare haft skivkontrakt, inklusive Kristy Lee Cook, Brooke White, Michael Johns och Carly Smithson. Programmets regler säger att personer får tävla så länge som de inte har ett skivkontrakt när säsongen börjar, även om de haft skivkontrakt tidigare. Tävlingen för sångskrivare som inleddes säsong sex fortsatte och de två sista finalisterna sjöng varsin sång som var vald från en lista med de tio sånger som fått mest tittarröster. Ingen av dessa sånger användes som "kröningssånger. 
Vinnarsången "Time of My Life" spelades in av David Cook och gavs ut i maj och platinacertifierades i december. Finalisterna David Archuleta och David Cook kom under säsongens gång aldrig i riskzonen för eliminering. Det var första gången som ingen av de sista två finalisterna aldrig varit bland de tre som fått lägst röster. David Cooks debutalbum gavs ut 18 november och platinacertifierades 22 januari 2009. Singeln "Light On" från albumet nådde plats 20 på Billboards Top 100. David Archuleta fick kontrakt med Jive Records och hans första album debuterade som nummer två på listerna, samtidigt som David Cooks första soloalbum nådde plats tre. Archuletas album guldcertifierades och hans första singel "Crush" kom in på andra platsen på Billboard Hot 100 och som nummer ett på Hot Digital Songs-listan. Låten har sålt omkring två miljoner exemplar vilket gör singeln till den mest framgångsrika hittills från en Idolfinalist.

### Säsong 8
| American Idol-finalister Säsong 8 | Placering |
| --------------------------------- | --------- |
| Kris Allen                        | Vinnare   |
| Adam Lambert                      | 20 maj    |
| Danny Gokey                       | 13 maj    |
| Allison Iraheta                   | 6 maj     |
| Matt Giraud                       | 29 april  |
| Anoop Desai                       | 22 april  |
| Lil Rounds                        | 22 april  |
| Scott MacIntyre                   | 8 april   |
| Megan Joy                         | 1 april   |
| Michael Sarver                    | 26 mars   |
| Alexis Grace                      | 18 mars   |
| Jorge Núñez                       | 11 mars   |
| Jasmine Murray                    | 11 mars   |

Säsong åtta startade 13 januari 2009 och den här säsongen hade färre långa semifinaler än de tidigare. Fox talesperson sa att avsnitten skulle fokusera mer på finalisternas verklighet och känslomässiga tillstånd. Efter förändringarna utlystes meddelade programmets exekutiva producent Nigel Lythgoe att han lämnar showen för att istället fokusera på internationella upplagor av hans andra show So You Think You Can Dance.
En fjärde domare introducerades för första gången, skivproducenten, sångaren och låtskrivaren Kara DioGuardi. Det var Paula Abduls sista säsong som domare. 
Välgörenhetsgalan Idol Gives Back inkluderades inte denna säsong på grund av den pågående lågkonjunkturen och den Globala finanskrisen 2008-2009.
Hollywoodveckan förlängdes till två veckor och flyttades till Kodak teatern.
Säsongen hade 36 semifinalister och tolv av dessa uppträdde varje tisdag. Den manliga och kvinnliga vinnaren samt den som därefter fått flest röster gick vidare till "topp 13". 
"Jokern" kom tillbaka för första gången sedan säsong tre. Domarna valde åtta utröstade deltagare. Tre av dessa skulle enligt planerna avancera till finalerna baserat på deras sångframträdande 5 mars. När det var dags släppte de istället igenom fyra deltagare. Säsongen introduerade också domarnas engångsvetorätt som kunde användas en gång innan "topp 5" för att rädda en kandidat från att bli utslagen. 
Kris Allen vann American Idols åttonde säsong och fick ett skivkontrakt med 19 Entertainment/Jive Records. Även Adam Lambert, Danny Gokey, Allison Iraheta, Lil Rounds och Michael Sarver skrev kontrakt med skivbolag.

### Säsong 9
| American Idol-finalister Säsong 9 | Placering |
| --------------------------------- | --------- |
| Lee DeWyze                        | Vinnare   |
| Crystal Bowersox                  | 26 maj    |
| Casey James                       | 19 maj    |
| Michael Lynche                    | 12 maj    |
| Aaron Kelly                       | 5 maj     |
| Siobhan Magnus                    | 28 april  |
| Tim Urban                         | 21 april  |
| Katie Stevens                     | 14 april  |
| Andrew Garcia                     | 14 april  |
| Didi Benami                       | 31 mars   |
| Paige Miles                       | 24 mars   |
| Lacey Brown                       | 17 mars   |

American Idols nionde säsong hade premiär 12 januari 2010. Uttagningarna började 14 juni året innan, mindre än en månad efter den åttonde säsongsfinalen. Ellen DeGeneres ersatte Paula Abdul som permanent domare. Det var Simon Cowells nionde och sista säsong som domare. Det tidigare formatet med 24 semifinaler togs upp igen. och Idol Gives Back återvände. Semifinalisten Chris Golightly diskvalificerades 7 februari efter att han hade fått veta att han nått "topp 24". Han hade ett skivkontrakt som hade gått ut när topp 24 började men som fortfarande var bindande under uttagningarna, vilket bryter mot American Idols regler. Han ersattes av Tim Urban i sista minuten i slutet av Hollywoodveckan.
I säsongsfinalen 26 maj vann Lee DeWyze mot Crystal Bowersox. Det här var den andra säsongen där ingen av de två sista finalisterna någon gång hade befunnit sig bland de två eller tre med minst röster efter tittarnas veckovisa omröstningar. Crystal Bowersox och Lee DeWyze gjorde därmed sällskap med Kelly Clarkson, Clay Aiken, Carrie Underwood, Taylor Hicks, Jordin Sparks, David Cook och David Archuleta från tidigare säsonger. Det var den tredje säsongen på trad med en manlig vinnare och den första gången sedan säsong fem där båda finalisterna valde olika sånger som debutsingel.

## Album
- 1 oktober 2002 - Season 1: Greatest Moments
- 29 april 2003 - Season 2: All-Time Classic American Love Songs
- 27 april 2004 - Season 3: Greatest Soul Classics
- 17 maj 2005 - Season 4: The Showstoppers
- 23 maj 2006 - Season 5: Encores

## Singlar

### Säsong 1
- 17 september 2002 - Before Your Love / A Moment Like This - Kelly Clarkson

### Säsong 2
- 10 juni 2003 - Flying Without Wings / Superstar - Ruben Studdard
- 10 juni 2003 - Bridge over Troubled Water / This Is the Night - Clay Aiken

### Säsong 3
- 22 juni 2004 - I Believe / Summertime / Chain of Fools - Fantasia Barrino
- 29 juni 2004 - Dreams / Don't Cry Out Loud / I Believe - Diana DeGarmo

### Säsong 4
- 14 juni 2005 - Inside Your Heaven / Independence Day - Carrie Underwood
- 21 juni 2005 - Inside Your Heaven / Vehicle - Bo Bice

### Säsong 5
- 13 juni 2006 - Do I Make You Proud / Takin' It to the Streets - Taylor Hicks
- 21 juni 2006 - Somewhere Over the Rainbow / My Destiny - Katharine McPhee

### Säsong 6
De två finalisterna fick släppa varsin EP, som innehöll fem av de låtar som de framfört i veckofinalerna under säsongen, i studioversioner. Vinnaren fick dock bara sjunga in 4 låtar, medan den femte blev vinnarlåten This Is My Now.
- 24 maj 2007 - Jordin Sparks - EP - Jordin Sparks
- 22 maj 2007 - Blake Lewis - EP - Blake Lewis